# Serdaraly Ataýew
Serdaraly Ataýew (còn được phát âm Serdarali Atayev, sinh ngày 14 tháng 12 năm 1984) là một cầu thủ bóng đá Turkmenistan thi đấu ở FC Energetik Mary. Anh cũng là thành viên của Đội tuyển bóng đá quốc gia Turkmenistan.

## Sự nghiệp câu lạc bộ
Anh bắt đầu sự nghiệp với bóng đá trong nhà, anh là cầu thủ xuất sắc nhất Turkmenistan 2010 cùng với Hereket.
Anh cũng thi đấu tại Giải vô địch Uzbekistan cho FK Dinamo Samarqand.
Anh giành chức vô địch Cúp bóng đá Turkmenistan 2013 với FC Ahal, ghi bàn thắng quyết định trong trận chung kết. Năm 2014, he won the Siêu cúp bóng đá Turkmenistan.

## Sự nghiệp quốc tế
Anh thi đấu cho Đội tuyển bóng đá trong nhà quốc gia Turkmenistan tại Giải vô địch bóng đá trong nhà châu Á 2010.
Ataýew ra mắt cho Đội tuyển bóng đá quốc gia Turkmenistan ngày 11 tháng 6 năm 2015 trước Guam.

### Bàn thắng quốc tế
Tỉ số và kết quả liệt kê bàn thắng của Turkmenistan trước.
| Bàn thắng | Ngày                | Địa điểm                                    | Đối thủ | Tỉ số | Kết quả | Giải đấu                                     |
| --------- | ------------------- | ------------------------------------------- | ------- | ----- | ------- | -------------------------------------------- |
| 1.        | 29 tháng 3 năm 2016 | Sân vận động Jawaharlal Nehru, Kochi, Ấn Độ | Ấn Độ   | 2–1   | 2–1     | Vòng loại giải vô địch bóng đá thế giới 2018 |

## Danh hiệu
- Cúp bóng đá Turkmenistan:

Vô địch: 2013
- Siêu cúp bóng đá Turkmenistan:

Vô địch: 2014